# Liu Yiming
Liu Yiming (1996) es una deportista china que compite en triatlón. Ganó una medalla de bronce en el Campeonato Asiático de Triatlón de 2017 en la prueba de relevo mixto.

## Palmarés internacional
| Campeonato Asiático | Campeonato Asiático   | Campeonato Asiático | Campeonato Asiático |
| Año                 | Lugar                 | Medalla             | Prueba              |
| ------------------- | --------------------- | ------------------- | ------------------- |
| 2017                | Palembang (Indonesia) | Medalla de bronce   | Relevo mixto        |